# San José (Copán)
San José es un municipio del departamento de Copán en la República de Honduras.

## Toponimia
Su nombre fue puesto en honor al Santo Patrono de esta localidad, José de Nazaret.

## Límites
San José está situado en la parte oriental del departamento de Copán, su cabecera en una planicie de cabañas pintorescas.
| Orientación | Límites                                 |
| ----------- | --------------------------------------- |
| Norte       | Municipio de Trinidad de Copán, Copán   |
| Sur         | Municipio de Santa Rosa de Copán, Copán |
| Este        | Municipio de Lepaera, Lempira           |
| Este        | Municipio de Naranjito, Santa Bárbara   |
| Oeste       | Municipio de Veracruz, Copán            |

## Datos históricos
En 1890 (7 de marzo), fue creado.
En 1921 (23 de julio), los vecinos de la Aldea de Quezailica, piden se separe dicha Aldea del término municipal de San José y se anexe al de Santa Rosa.
En 1939 (19 de enero), se le dio rango de Villa según Decreto número 35.
En 1954 (1 de marzo), se le dio el título de ciudad según Decreto número 109.

## División Política
Aldeas: 6 (2013)
Caseríos: 50 (2013)
| Código | Aldea                                    |
| ------ | ---------------------------------------- |
| 041701 | San José (ciudad cabecera del municipio) |
| 041702 | Buena Vista                              |
| 041703 | El Porvenir                              |
| 041704 | Las Delicias                             |
| 041705 | Plan de San Jerónimo                     |
| 041706 | Vivistorio                               |

## Hijos destacados
| Nombre                       | Vida                       | Mérito |
| ---------------------------- | -------------------------- | --- |
| José Ernesto Mejía           | (San José de Copán, 1900-) | Profesor de educación primaria y secundaria, escritor de temas pedagógicos e historiador nacional.                                                                  |
| Germán Vicente García García | (San José de Copán 1953)   | Abogado y Notario, hijo de Eduardo García y Lastenia García. Magistrado de la Corte Suprema de Justicia 2014-2018 Embajador de Honduras en Panamá (2018 a la fecha) |